# Ellen Winther Lembourn
Ellen Winther Lembourn (født Sørensen den 11. august 1933 i Aarhus, død 13. august 2011) var en dansk operasanger (sopran) og skuespiller.
Hun var datter af købmand Laurits Sørensen og hustru Esther. Ellen Winthers søster er uddannet som violinist og har været ansat i Det Kongelige Kapel.
Hun blev uddannet som musikpædagog fra Jydsk Musikakademi i 1955 og to år senere fra Det Kongelige Teater som operasangerinde. Samme år debuterede hun som Cherubino i Figaros Bryllup.
I perioden 1957-87 var hun ansat som operasanger ved Det kongelige Teater, hvor hun også spillede roller i skuespil. Sideløbende har hun gæsteoptrådt flere steder bl.a. flere gange på Den Jyske Opera og i 1964 ved operaen i Kiel. I de tidlige år af karrieren sang hun mange soubretteroller, hvor hun både havde stemme og udseende til ungpigefaget. Senere fik hun mulighed for at udfolde sig i koloraturfaget bl.a. som Adele i Flagermusen og Violetta i La Traviata.
Med sit meget alsidige sang- og skuespiltalent fik hun et stort publikum ikke mindst ved sine mange optrædener i film og på tv (operetterne Jomfruburet, Flagermusen og Valsedrømme), i revyer (Cirkusrevyen 1974) og musicals (bl.a. The Sound of Music, Skaf mig en tenor).
I 1962 stillede hun op til Dansk Melodi Grand Prix og vandt med sangen "Vuggevise". Ved det internationale Melodi Grand Prix i Luxembourg, der dette år havde 16 deltagere, sluttede sangen på en 10. plads.
I tv-serien Matador havde hun rollen som Minna Varnæs.
I 1968 modtog hun Elisabeth Dons Mindelegat og i 1996 Olaf Poulsens Mindelegat.
Den 19. december 1983 blev hun udnævnt til ridder af Dannebrog.
Hun var fra 1960 til 1966 gift med med pianist (og senere operachef) John Winther, og fra dette ægteskab havde hun to børn. Fra 1973 til 1997 var hun gift med forfatter og politiker Hans Jørgen Lembourn (til hans død).

## Filmografi
- Tornerose – 1959, stemme
- De sjove år – 1959
- Landmandsliv – 1965
- I den grønne skov – 1968
- Sønnen fra Vingården – 1975
- Kassen stemmer – 1976
- Midt om natten – 1984
- Kampen om den røde ko – 1987
- Jydekompagniet – 1988
- Min skygge – 1988, novellefilm
- Kun en pige – 1995

### Tv-produktioner
- Jomfruburet – 1959
- Valsedrømme – 1967
- Flagermusen – 1968
- En nat i Venedig – 1969
- Jul på Slottet – 1986
- Barselstuen – 1976
- Matador – 1978